# گژاوا
گژاوا (به لهستانی:  Grzawa) یک روستا در لهستان است که در گمینا میچنا واقع شده‌است.
 گژاوا  ۴۶۳ نفر جمعیت دارد و ۲۶۰ متر بالاتر از سطح دریا واقع شده‌است.